# Fausta (Oper)
Fausta ist eine Opera seria (Originalbezeichnung: „melo-dramma“) in zwei Akten von Gaetano Donizetti. Titelheldin ist Fausta, die Gemahlin Kaisers Konstantin des Großen. Das Libretto schrieb großteils Domenico Gilardoni; nach dessen Tod vollendete Donizetti das Libretto selbst. Fausta wurde am 12. Januar 1832 im Teatro San Carlo in Neapel erstmals aufgeführt.

## Handlung

### Erster Akt
Fausta, die Gemahlin des Kaisers Konstantin (Costantino), liebt ihren Stiefsohn Crispo. Er seinerseits liebt Beroe, eine gallische Prinzessin, die als Gefangene nach Rom gebracht worden ist. Er ist bestürzt, als Fausta von ihm verlangt, Beroe zu vergessen und ihr Geliebter zu werden, sonst werde sie Beroe umbringen lassen. In dem Moment, als Crispo auf die Knie fällt, um Fausta um das Leben Beroes zu bitte, tritt Costantino ein. Fausta dreht die Situation um und erklärt, Crispo habe sich ihr nähern wollen. Wütend schickt Costantino seinen Sohn ins Exil.
Crispo vernimmt, dass sein und seines Vaters Leben in Gefahr sind: Faustas Vater und der ehemalige Mitregent Costantinos Massimiano plane seine Rückkehr an die Macht und möchte beide umbringen lassen. Crispo plant, den Verschwörer umzubringen, um die Gunst seines Vaters wiederzugewinnen.

### Zweiter Akt
Beroe trifft Crispo, um sich von seiner Unschuld zu überzeugen. Massimiano entdeckt die beiden und ruft Costantino hinzu. Durch ein Missverständnis greift Crispo anstatt des Verschwörers seinen eigenen Vater an. Dieser sieht sich in seinem Argwohn bestätigt, sein Sohn plane seinen Untergang. Crispo wird vor Gericht gestellt, das ihn zum Tod verurteilt.
Beroe sucht Fausta auf und gibt ihr zu verstehen, dass sie über ihre Schuld informiert ist und hofft, Fausta wende Crispos Tod ab. Fausta hingegen bietet Crispo an, ihn zu befreien, wenn er mit ihr fliehen würde. Crispo lehnt empört ab, er möchte lieber das Leben verlieren als seine Ehre, mit Gift will er der Schande entgehen, hingerichtet zu werden.
Fausta entreisst ihm das Gift und schluckt es selber, ihrer Schuld bewusst. Mittlerweile hat Costantino vom Komplott erfahren und möchte Crispo begnadigen – zu spät, er ist bereits enthauptet worden. Bevor Fausta stirbt, enthüllt sie Costantino boshaft, dass sich Crispo ihr gegenüber nie unehrenhaft verhalten habe.

## Werkgeschichte

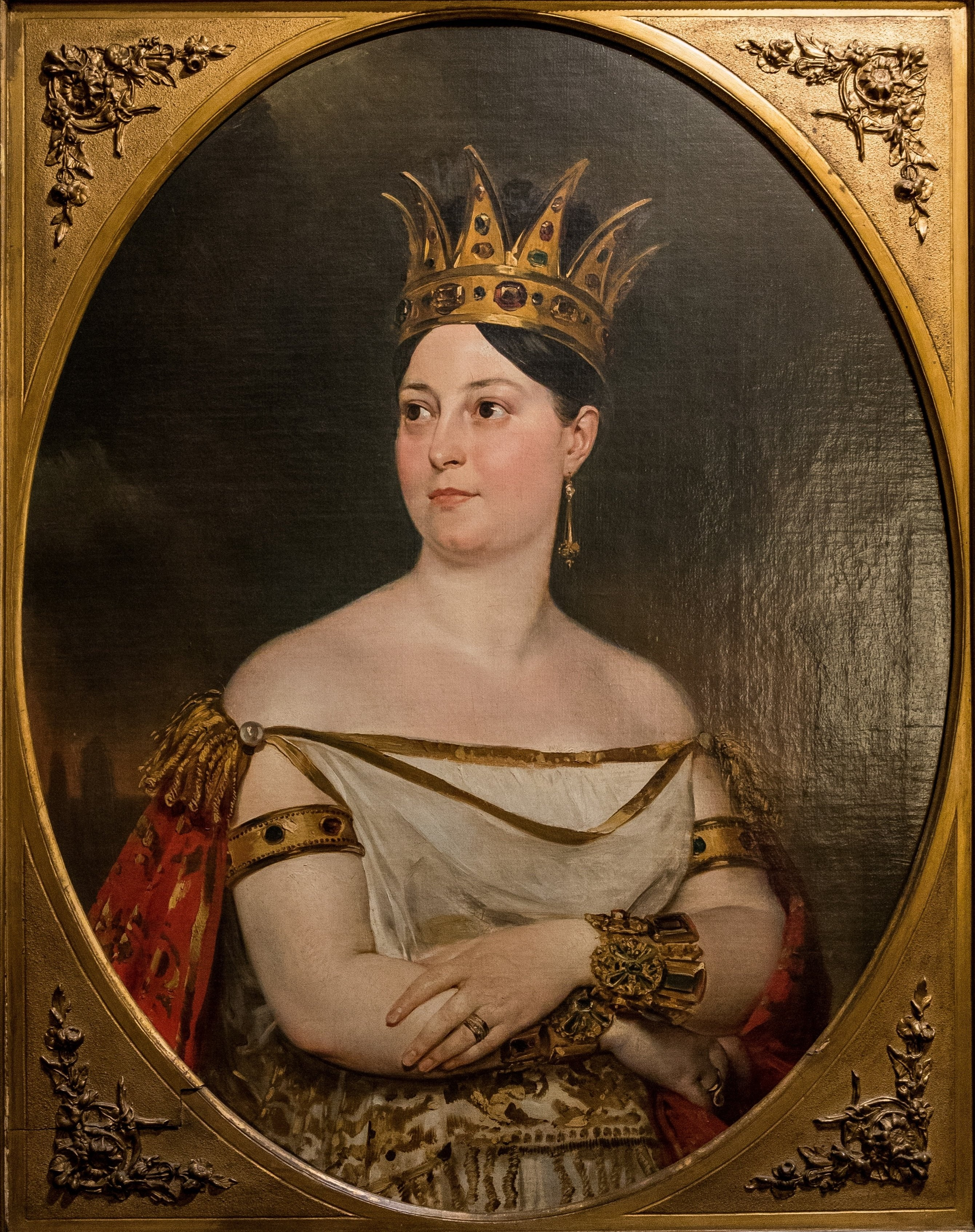
Porträt der ersten Fausta Giuseppina Ronzi de Begnis, Gemälde von Karl Pawlowitsch Brjullow

Donizetti komponierte Fausta 1831 für seine Freundin aus vergangenen Jahren, die Sopranistin Giuseppina Ronzi de Begnis, die damals ebenfalls in Neapel gastierte.
Bei der Uraufführung am 12. Januar 1832 im Teatro San Carlo in Neapel sangen Giuseppina Ronzi de Begnis (Fausta), Giovanni Bassadonna (Crispo), Antonio Tamburini (Costantino), Virginia Eden (Beroe), Giovanni Battista Campagnoli (Massimiano), Edvige Ricci (Licinia) und Giovanni Revalden (Albino). Der Dirigent war Nicola Festa. Für das Bühnenbild waren Pasquale Canna und Leopoldo Galluzzi zuständig.
Die Oper kam in Neapel gut an, ebenso wie in Mailand, wo sie elf Monate später zur Eröffnung der Karnevalszeit gespielt wurde und später noch rund dreißig Mal. Für die Mailänder Produktion fügte Donizetti eine sinfonia (Ouvertüre) hinzu, für Giuditta Pasta und Domenico Donzelli, die 1833 in Venedig die Hauptrollen sangen, schrieb er das Duett des zweiten Aktes Per te rinunzio al soglio, für die Aufführungen in Turin kurz danach komponierte er für Crispo die Arie M’ascolti e mi condanni und für die Mailänder Produktion von 1841 fügte Donizetti zu Beginn des ersten Aktes eine neue Szene ein.
Nach diesen anfänglichen Erfolgen – die letzte Aufführung im 19. Jahrhundert fand 1859 in Mailand statt – verschwand die Oper von den Spielplänen; erst am 1. Dezember 1981 wurde Fausta unter der Leitung von Daniel Oren vom Chor und Orchester del Teatro dell’Opera di Roma aufgeführt und aufgenommen. Unter anderen sangen Rajna Kabaiwanska (Fausta), Giuseppe Giacomini (Crispo), Renato Bruson (Costantino) und Luigi Roni (Massimiano). Studioaufnahmen liegen zurzeit (2014) keine vor.